# Чаплин (Кентаки)
Чаплин (енгл. Chaplin) насељено је место без административног статуса у америчкој савезној држави Кентаки.

## Демографија
По попису из 2010. године број становника је 418.
| Група             | 2000.    | 2010.       |
| Белци             | 0 (0,0%) | 404 (96,7%) |
| Афроамериканци    | 0 (0,0%) | 0 (0,0%)    |
| Азијати           | 0 (0,0%) | 0 (0,0%)    |
| Хиспаноамериканци | 0 (0,0%) | 10 (2,4%)   |
| Укупно            | 0        | 418         |